# Jacob Senleches
Jacob Senleches (aktywny w latach 1382/1383–1395) (również Jacob Senlechos i Jacopinus Selesses) − francusko-flamandzki kompozytor i harfista późnego średniowiecza. Komponował w stylu powszechnie znanym jako ars subtilior.
Sugeruje się, jakoby Jacob Senleches był urodzony w Saint-Luc niedaleko Évreux, we Francji (według U. Günthera) lub w Senleches (czy Sanlesches) w Cambrai (według A. Tomasella). W 1382 Senleches prawdopodobnie był obecny na dworze królowej Kastylii Eleonory Aragońskiej, zapewne w jej służbie.
W Fuions de ci opłakuje śmierć Eleonory i postanawia szukać swego szczęścia w "en Aragon, en France ou en Bretaingne" (z fr. w Aragonii, Francji lub Bretanii).
Później Senleches jako harfista był w służbie Pedro de Luny, kardynała Aragonii (późniejszego antypapieża Benedykta XIII). Odnaleziono dokument potwierdzający przyznanie zapłaty dla pewnego "Jaquemina de Sanlechesa, wystawiony przez dwór królewski Nawarry, datowany na 21 sierpnia 1383. Otrzymał on wynagrodzenie, aby mógł wrócić do "swojego mistrza" Pedro de Luny.
Suplika do Benedykta XIII w 1395 zawiera prośbę "Jacoba de Selessesa" o możliwość otrzymania probostwa w kościele parafialnym w diecezji Cambrai.
Pomimo niewielkiej liczby zachowanych kompozycji, Jacob de Senleches jest zaliczany do głównych twórców stylu ars subtilior. Wprowadził on wiele innowacji związanych z rytmem i notacją muzyczną.

## Główne dzieła

### Ballady
- En attendant esperance
- Fuions de ci
- Je me merveil/ J'ay pluseurs fois

### Virelai
- En ce gracieux tamps
- La harpe de melodie
- Tel me voit